# Мадсен, Сверре
Ханс Сверре Мадсен (норв. Hans Sverre Madsen, 29 октября 1901 — 16 июля 1972) — норвежский шахматист, национальный мастер.
Старший брат Э. Мадсена.
Достиг больших успехов в игре по переписке. Участвовал в 1-м чемпионате мира по переписке. В 13 партиях набрал 4½ очка (победил Т. ван Схелтингу и Я. Балога). Победа над выбывшим из турнира А. Вио не была засчитана.
Вместе с братом в составе сборной Норвегии участвовал в 3-й заочной олимпиаде.